# Etabs
ETABS là một phần mềm thiết kế nhà cao tầng của hãng CSI. Vào những thập niên 90, khi máy tính để bàn chưa xuất hiện, một số nhà khoa học ở Đại học US Berkeley đã nghiên cứu ra thuật toán để tính toán nhà cao tầng và chạy trên máy tính lớn.
Đây là một phần mềm dựa trên thuật toán phần tử hữu hạn, tuy nhiên có rất nhiều cải tiến đáng kể nhằm tăng tốc quá trình tính toán cũng như nhập số liệu dầu vào. Phần mềm được viết dựa trên ngôn ngữ Fortran, là một ngôn ngữ lâu đời nhưng rất hiệu quả trong các bài toán về kết cấu. Khả năng xử lý số liệu là lớn bất kì.
ETABS đã được thừa nhận là một chuẩn công nghiệp cho phần mềm Phân tích và Thiết kế Công trình.
Ngày nay, phần mềm này quen thuộc với các kỹ sư xây dựng. Các kỹ sư thường được học và sử dụng nó trong trường học.
1. Phương pháp phần tử hữu hạn
Phương pháp phần tử hữu hạn là phương pháp phân tích kết cấu gần đúng bằng cách chia tách hệ kết cấu thành các phần tử đơn giản được định nghĩa trước.
Etabs là phần mềm sử dụng phương pháp phần tử hữu hạn để phân tích kết cấu.
2. Chức năng của phần mềm Etabs
Phần mềm Etabs được sử dụng để phân tích kết cấu các công trình xây dựng dân dụng, đặc biệt là nhà cao tầng. Nói như thế không có nghĩa rằng Etabs chỉ giải quyết được bài toán phân tích kết cấu cho nhà cao tầng, mà cần hiểu rằng Etabs được trang bị các công cụ để thực hiện việc phân tích kết cấu nhà cao tầng một cách thuận lợi nhất (so với các sản phẩm khác của hãng CSI).
Việc phân tích kết cấu cuối cùng nhằm mục đích tìm ra được nội lực (dùng để thiết kế cốt thép), phản lực (dùng để thiết kế móng), và các giá trị về chuyển vị (dùng để kiểm tra kết cấu ở trạng thái giới hạn về điều kiện sử dụng).
3. Các loại đối tượng trong Etabs
Trong Etabs, có hai đối tượng cơ bản đó là phần tử Frame (thanh) và phần tử Shell (tấm). Tùy thuộc phương của cấu kiện và đặc trưng chịu lực mà phần tử Shell còn được chia ra thành Slab (bản) và Wall (tường), tuy nhiên chúng đều thuộc chung một dạng phần tử đó là dạng tấm. Và mọi kết cấu trên thực tế đều có thể mô hình hóa bằng hai dạng phần tử này, bởi các nguyên nhân sau:
Trên thực tế từ thanh và tấm chúng ta có thể mô hình hóa được bất cứ dạng kết cấu thường gặp nào
Việc mô hình hóa kết cấu luôn mang ý nghĩa gần đúng, nghĩa là chúng ta có thể chấp nhận được những sai số nhất định
4. Phương pháp học Etabs
Luôn tuân thủ nguyên tắc:
Thật cẩn thận và tỉ mỉ tuân theo các bước được hướng dẫn
Giải các bài toán cơ bản một cách thật đơn giản và chuẩn xác, trước khi đi tới những kỹ năng phức tạp hơn